# Atkinsoniella variata
Atkinsoniella variata är en insektsart som beskrevs av Young 1986. Atkinsoniella variata ingår i släktet Atkinsoniella och familjen dvärgstritar.
Artens utbredningsområde är Nepal. Inga underarter finns listade i Catalogue of Life.